# Eldvatten
Eldvatten är en bok av fotografen Albert Wiking. I boken utgiven 1998, uttalar sig 86 kända och okända människor om sin relation till alkohol och alkoholism. Utställningen med samma namn turnerade i tjugotvå städer och sågs av över en miljon besökare.